# Ariadne tapestrina
Ariadne tapestrina är en fjärilsart som beskrevs av Moore 1884. Ariadne tapestrina ingår i släktet Ariadne och familjen praktfjärilar. Inga underarter finns listade i Catalogue of Life.